# 도리이즈카 노부히토
도리이즈카 노부히토(일본어: 鳥居塚 伸人, 1972년 8월 7일 ~ )는 일본의 전직 축구 선수이자 현 축구 지도자로 선수 시절 코스모 석유 욧카이치, 콘사돌레 삿포로, 토난 SC, 더스파 구사쓰에서 미드필더로 활약했으며 현재 WE리그의 세레소 오사카 얀마 레이디스의 감독직을 맡고 있다.

## 선수 시절
1995 시즌을 앞두고 당시 재팬 풋볼 리그 소속팀인 코스모 석유 욧카이치에 입단한 뒤 1996 시즌까지 공식전 61경기 2골을 기록하며 팀의 1996 시즌 천황배 16강 진출에 기여했지만 1996 시즌을 끝으로 코스모 석유 욧카이치는 해체 수순을 밟았다.
그 후 1997 시즌부터 2시즌동안 콘사돌레 삿포로 소속으로 38경기 3골을 기록하면서 팀의 1997 시즌 재팬 풋볼 리그 우승 및 창단 첫 J1리그 승격에 일조한 뒤 1999 시즌을 앞두고 고향팀인 토난 SC로 이적하여 2002 시즌까지 26경기 4골을 기록했다.
그리고 2002 시즌을 마친 이후 또 다른 자신의 고향팀인 더스파 구사쓰로 이적한 뒤 2008 시즌을 끝으로 은퇴할 때까지 공식전 211경기 10골을 기록하며 2004 시즌 일본 풋볼 리그 3위 및 창단 첫 J리그 입성을 이끌었고 이 뿐만 아니라 2004 시즌 천황배에서도 4경기에 출전하며 팀의 창단 첫 국내 메이저 대회 8강 진출의 돌풍을 이끌었다.

## 지도자 경력
2023-24 시즌을 앞두고 WE리그 신생팀인 세레소 오사카 얀마 레이디스의 사령탑으로 선임되었다.